# Cúp quốc gia Wales 1946–47
 Cúp quốc gia Wales FAW 1946–47 là mùa giải thứ 60 của giải đấu bóng đá loại trực tiếp hàng năm dành cho các đội bóng ở Wales.

## Từ viết tắt
Tên giải đấu nằm sau tên các câu lạc bộ.
- FL D2 - Football League Second Division
- FL D3N - Football League Third Division North
- LC - Lancashire Combination
- SFL - Southern Football League

## Vòng Năm
Vòng này có sự tham gia của 6 đội thắng ở vòng Bốn và 6 đội bóng mới.
| Số thứ tự trận | Đội nhà          | Tỉ số | Đội khách        |
| -------------- | ---------------- | ----- | ---------------- |
| 1              | Bangor City (LC) | 3–5   | Chester (FL D3N) |

## Vòng Sáu
Vòng này có sự tham gia của 6 đội thắng ở vòng Năm cộng với 2 đội bóng mới – đội vô địch và á quân của Cúp quốc gia Wales mùa trước.
| Số thứ tự trận | Đội nhà              | Tỉ số | Đội khách        |
| -------------- | -------------------- | ----- | ---------------- |
| 1              | Swansea Town (FL D2) | 1–3   | Chester (FL D3N) |

## Bán kết
Chester và Newport County thi đấu tại Wrexham, Wrexham và Merthyr Tydfil thi đấu tại Cardiff.
| Số thứ tự trận | Đội nhà          | Tỉ số | Đội khách              |
| -------------- | ---------------- | ----- | ---------------------- |
| 1              | Chester (FL D3N) | 3–2   | Newport County (FL D2) |
| 2              | Wrexham (FL D3N) | 0–2   | Merthyr Tydfil (SFL)   |

## Chung kết
Trận Chung kết diễn ra tại Cardiff, trận đá lại ở Wrexham.
| Số thứ tự trận | Đội nhà          | Tỉ số | Đội khách            |
| -------------- | ---------------- | ----- | -------------------- |
| 1              | Chester (FL D3N) | 0–0   | Merthyr Tydfil (SFL) |
| đá lại         | Chester (FL D3N) | 5–1   | Merthyr Tydfil (SFL) |